# Coenosia xiuyanensis
Coenosia xiuyanensis este o specie de muște din genul Coenosia, familia Muscidae, descrisă de Xue, Wang și Zhang în anul 2006. Conform Catalogue of Life specia Coenosia xiuyanensis nu are subspecii cunoscute.